# 石原慎太郎 (ラグビー選手)
石原 慎太郎（いしはら しんたろう、1990年6月17日 - ）は、ラグビーユニオンの選手。

## 略歴
國學院久我山高校時代、高校日本代表に選ばれ、第32回高校東西対抗試合の参加メンバーに選出された。　　
2009年、明治大学に入る。
2010年、U20日本代表に選ばれ、IRB ジュニアワールドラグビートロフィー2010に出場。
2013年、サントリーサンゴリアスに加入。同年8月30日に行われたジャパンラグビートップリーグ第1節のNTTコミュニケーションズシャイニングアークス戦に途中出場で公式戦初出場を果たす。
2017年4月22日に行われたアジアラグビーチャンピオンシップ2017韓国戦にて先発出場で日本代表初キャップを獲得した。
2018年1月にはサンウルブズの2018年スコッドに追加招集された。
2025年6月、東京サントリーサンゴリアスを退団した。